# Zeuctostyla rubricollis
Zeuctostyla rubricollis är en fjärilsart som beskrevs av W. Warren 1904. Zeuctostyla rubricollis ingår i släktet Zeuctostyla och familjen mätare. Inga underarter finns listade i Catalogue of Life.